# Villebrumier
Villebrumier est une commune française située dans le sud du département de Tarn-et-Garonne, en région Occitanie. Sur le plan historique et culturel, la commune est dans le Pays Montalbanais, correspondant à la partie méridionale du Quercy.
Exposée à un climat océanique altéré, elle est drainée par le Tarn et par divers autres petits cours d'eau. La commune possède un patrimoine naturel remarquable : un site Natura 2000 (Les « vallées du Tarn, de l'Aveyron, du Viaur, de l'Agout et du Gijou ») et trois zones naturelles d'intérêt écologique, faunistique et floristique.
Villebrumier est une commune rurale qui compte 1 349 habitants en 2022, après avoir connu une forte hausse de la population depuis 1968. Elle est dans l'agglomération de Labastide-Saint-Pierre et fait partie de l'aire d'attraction de Toulouse. Ses habitants sont appelés les Villebrumiérains ou  Villebrumiéraines.

## Géographie

### Généralités
La commune est située en Bas-Montauban à 15 km au sud-est de Montauban et à 33 km au nord de Toulouse. Elle est limitrophe du département de la Haute-Garonne. Elle fait aussi partie de l'unité urbaine de Labastide-Saint-Pierre et de l'aire d'attraction de Toulouse.

### Communes limitrophes
Villebrumier est limitrophe de cinq autres communes dont une dans le département de la Haute-Garonne.
Les communes limitrophes sont  Nohic, Reyniès, Saint-Nauphary, Varennes et Villemur-sur-Tarn.
|         | Saint-Nauphary |                                   |
| Reyniès | Villebrumier   | Varennes                          |
|         | Nohic          | Villemur-sur-Tarn (Haute-Garonne) |

### Géologie et relief
La superficie de la commune est de 1138 hectares, son altitude varie de 75 à 201 mètres.

### Hydrographie

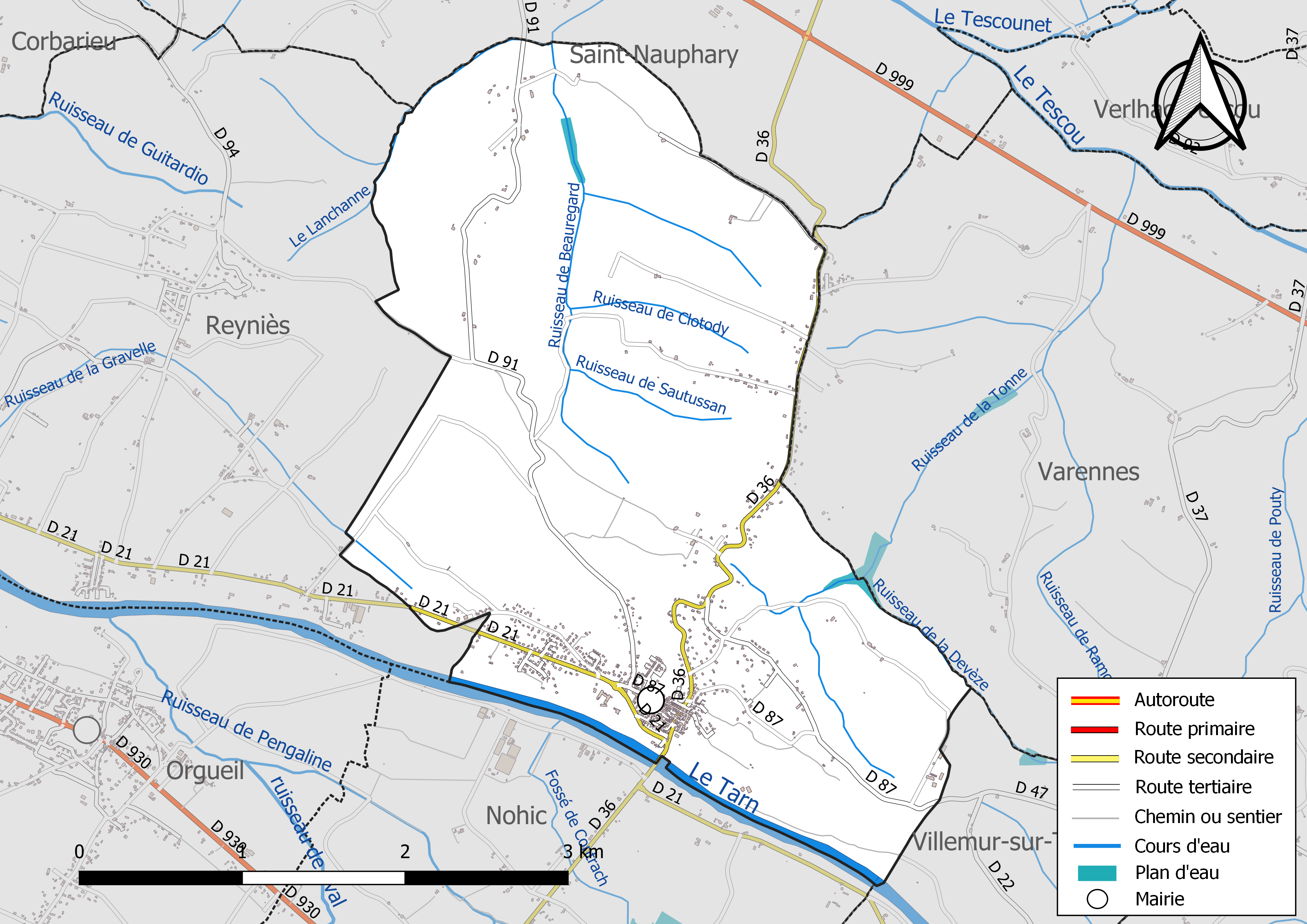
Réseaux hydrographique et routier de Villebrumier.

La commune est dans le bassin versant de la Garonne, au sein du bassin hydrographique Adour-Garonne. Elle est drainée par le Tarn, Fossé de Contrach, le Lanchanne, le ruisseau de Beauregard, le ruisseau de Clotody, le ruisseau de la Devèze, le ruisseau de la Gravelle, le ruisseau de la Tonne, le ruisseau de Sautussan et par divers petits cours d'eau, constituant un réseau hydrographique de 13 km de longueur totale,.
Le Tarn, d'une longueur totale de 380 km, prend sa source dans la commune de Jalognes et s'écoule d'est en ouest. Il traverse la commune et se jette dans la Garonne à Saint-Nicolas-de-la-Grave, après avoir traversé 98 communes.

### Climat
Pour des articles plus généraux, voir Climat de l'Occitanie et Climat de Tarn-et-Garonne.
En 2010, le climat de la commune est de type climat du Bassin du Sud-Ouest, selon une étude du Centre national de la recherche scientifique s'appuyant sur une série de données couvrant la période 1971-2000. En 2020, Météo-France publie une typologie des climats de la France métropolitaine dans laquelle la commune est exposée à un climat océanique altéré et est dans la région climatique Aquitaine, Gascogne, caractérisée par une pluviométrie abondante au printemps, modérée en automne, un faible ensoleillement au printemps, un été chaud (19,5 °C), des vents faibles, des brouillards fréquents en automne et en hiver et des orages fréquents en été (15 à 20 jours).
Pour la période 1971-2000, la température annuelle moyenne est de 13,1 °C, avec une amplitude thermique annuelle de 15,9 °C. Le cumul annuel moyen de précipitations est de 773 mm, avec 9,2 jours de précipitations en janvier et 5,7 jours en juillet. Pour la période 1991-2020, la température moyenne annuelle observée sur la station météorologique de Météo-France la plus proche, « Montauban », sur la commune de Montauban à 15 km à vol d'oiseau, est de 13,9 °C et le cumul annuel moyen de précipitations est de 710,2 mm. 
La température maximale relevée sur cette station est de 42,6 °C, atteinte le 24 août 2023 ; la température minimale est de −20 °C, atteinte le 16 janvier 1985,,.
Les paramètres climatiques de la commune ont été estimés pour le milieu du siècle (2041-2070) selon différents scénarios d'émission de gaz à effet de serre à partir des nouvelles projections climatiques de référence DRIAS-2020. Ils sont consultables sur un site dédié publié par Météo-France en novembre 2022.

### Milieux naturels et biodiversité

#### Réseau Natura 2000

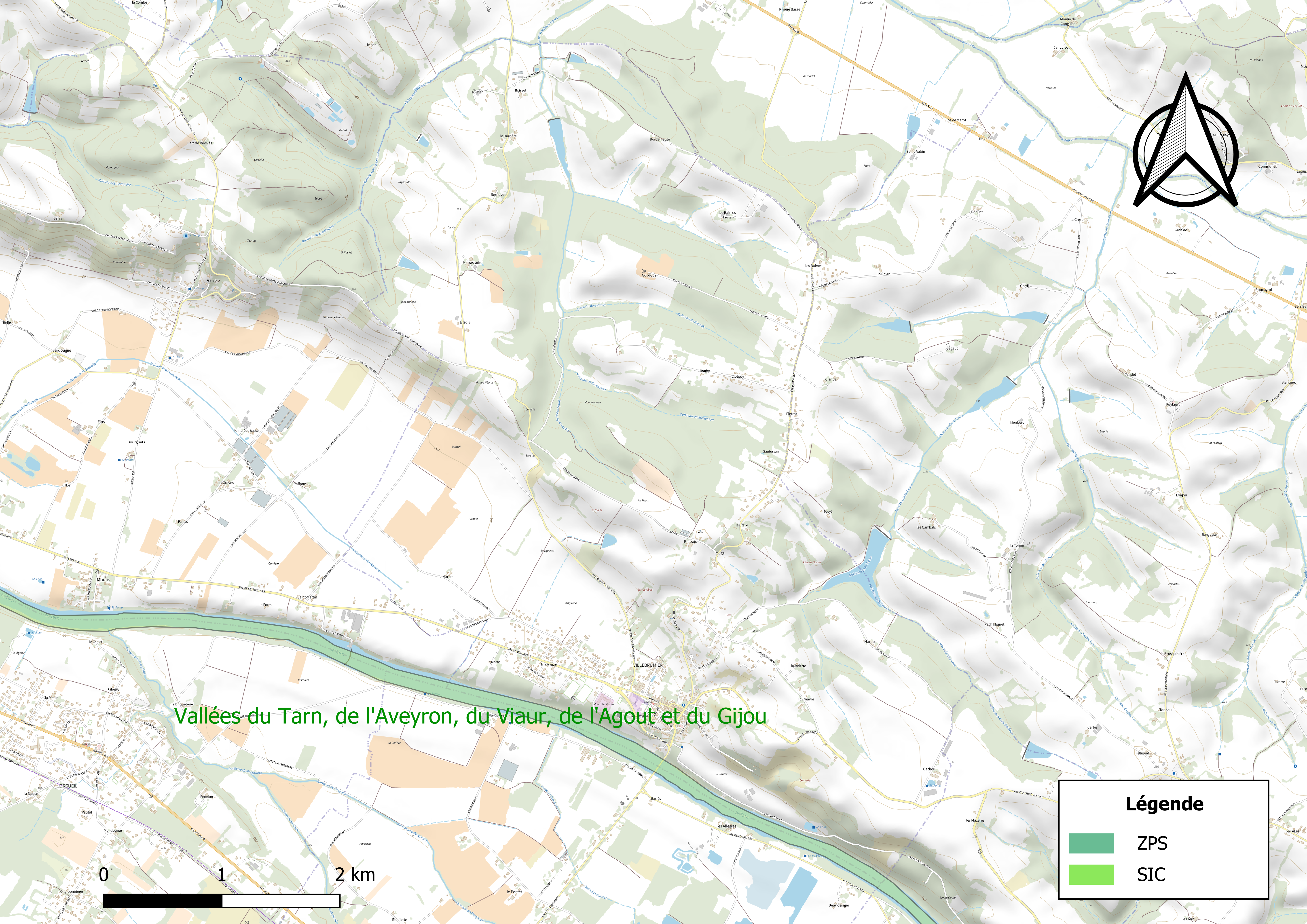
Site Natura 2000 sur le territoire communal.

Le réseau Natura 2000 est un réseau écologique européen de sites naturels d'intérêt écologique élaboré à partir des directives habitats et oiseaux, constitué de zones spéciales de conservation (ZSC) et de zones de protection spéciale (ZPS).
Un site Natura 2000 a été défini sur la commune au titre de la directive habitats : Les « vallées du Tarn, de l'Aveyron, du Viaur, de l'Agout et du Gijou », d'une superficie de 17 144 ha, s'étendant sur 136 communes dont 41 dans l'Aveyron, 8 en Haute-Garonne, 50 dans le Tarn et 37 dans le Tarn-et-Garonne. Elles présentent une très grande diversité d'habitats et d'espèces dans ce vaste réseau de cours d'eau et de gorges. La présence de la Loutre d'Europe et de la moule perlière d'eau douce est également d'un intérêt majeur.

#### Zones naturelles d'intérêt écologique, faunistique et floristique
L’inventaire des zones naturelles d'intérêt écologique, faunistique et floristique (ZNIEFF) a pour objectif de réaliser une couverture des zones les plus intéressantes sur le plan écologique, essentiellement dans la perspective d’améliorer la connaissance du patrimoine naturel national et de fournir aux différents décideurs un outil d’aide à la prise en compte de l’environnement dans l’aménagement du territoire.
Deux ZNIEFF de type 1 sont recensées sur la commune :
le « bois de Reynies » (354 ha), couvrant 4 communes du département, et 
les « falaises du Tarn en aval de Villemur-sur-Tarn » (71 ha), couvrant 2 communes dont une dans la Haute-Garonne et une dans le Tarn-et-Garonne
et une ZNIEFF de type 2, : 
la « basse vallée du Tarn » (3 623 ha), couvrant 49 communes dont huit dans la Haute-Garonne, 20 dans le Tarn et 21 dans le Tarn-et-Garonne.

Carte des ZNIEFF de type 1 et 2 à Villebrumier.
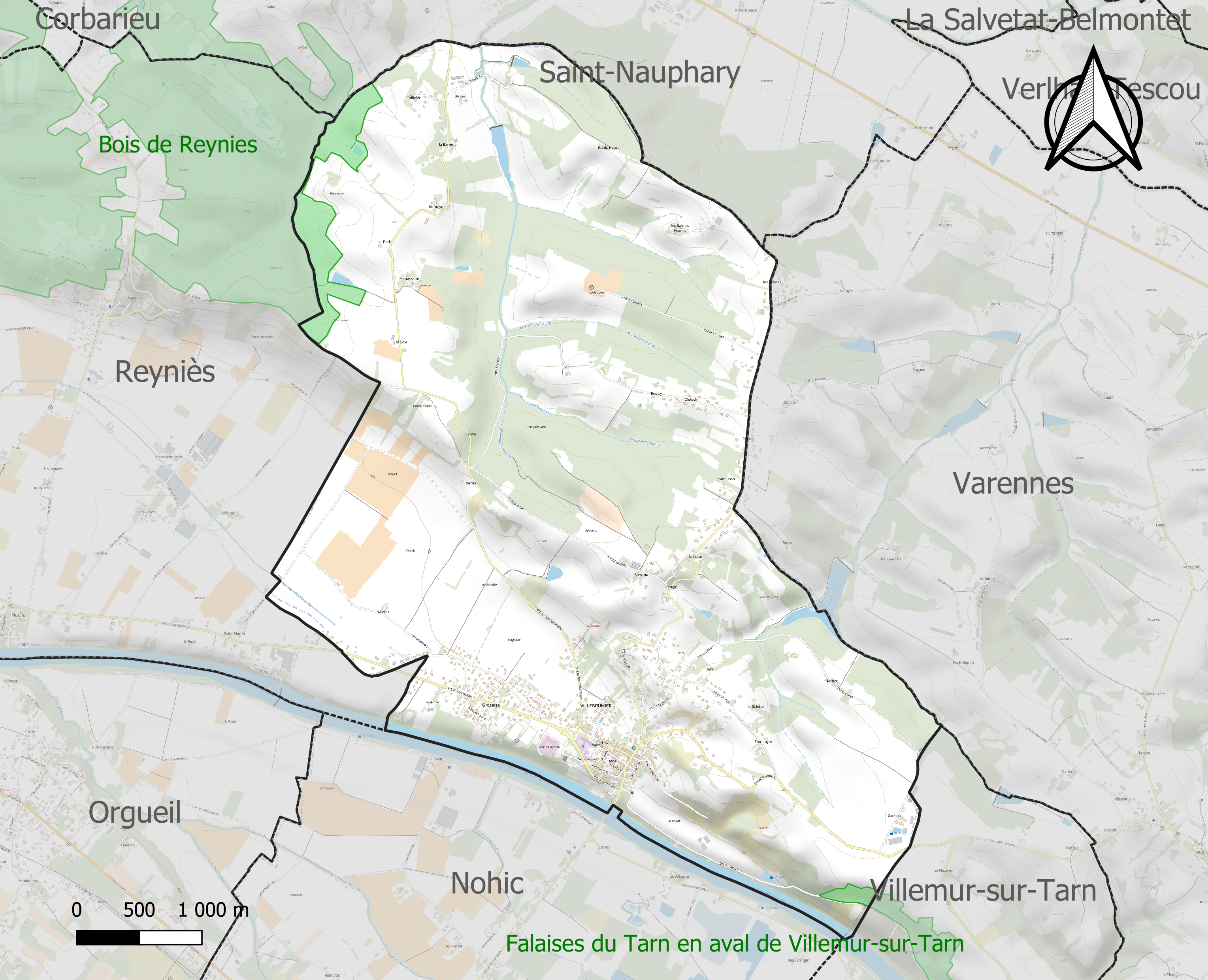
Carte des ZNIEFF de type 1 sur la commune.
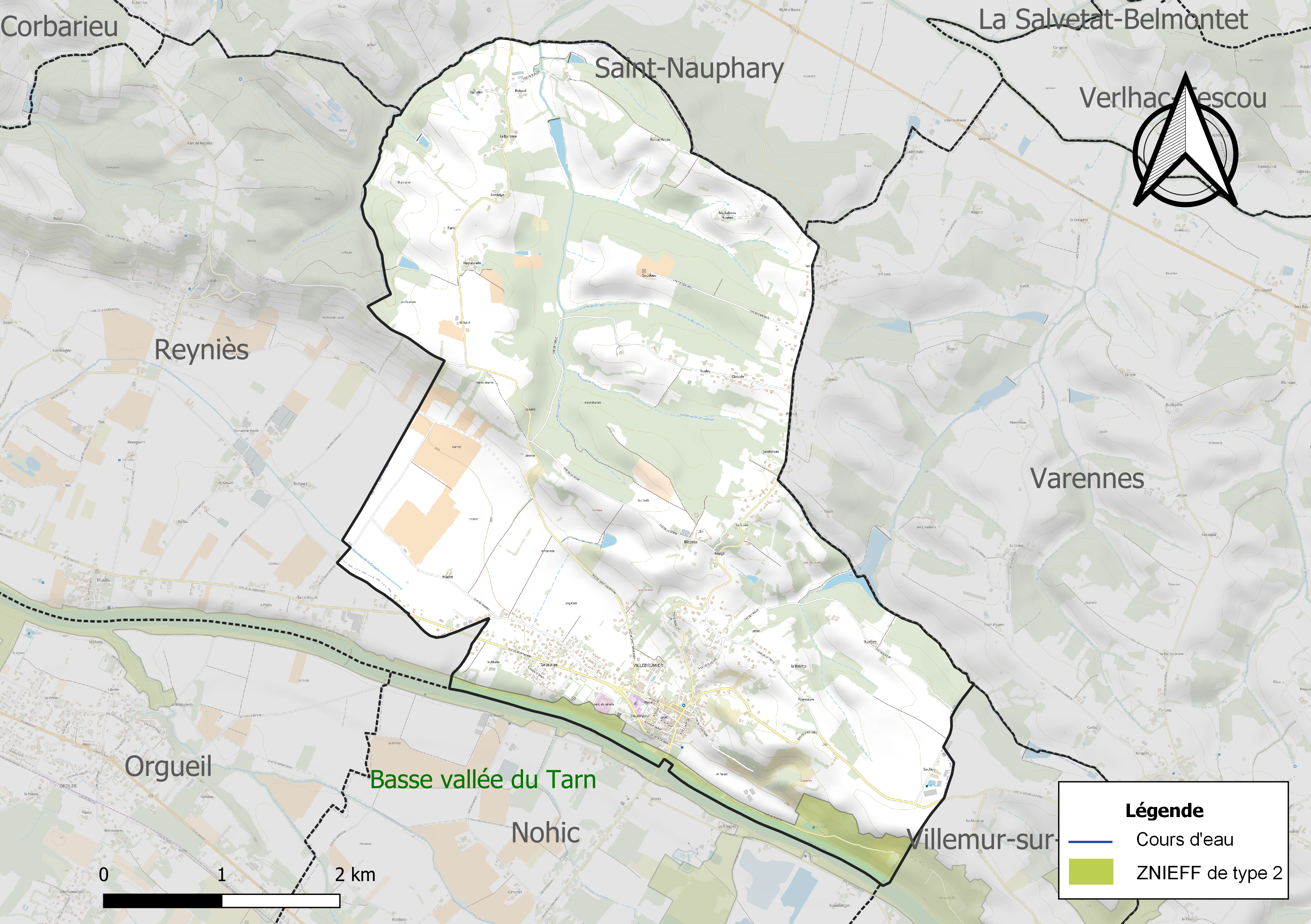
Carte de la ZNIEFF de type 2 sur la commune.

## Urbanisme

### Typologie
Au 1er janvier 2024, Villebrumier est catégorisée commune rurale à habitat dispersé, selon la nouvelle grille communale de densité à sept niveaux définie par l'Insee en 2022.
Elle appartient à l'unité urbaine de Labastide-Saint-Pierre, une agglomération intra-départementale regroupant six  communes, dont elle est une commune de la banlieue,,. Par ailleurs la commune fait partie de l'aire d'attraction de Toulouse, dont elle est une commune de la couronne,. Cette aire, qui regroupe 527 communes, est catégorisée dans les aires de 700 000 habitants ou plus (hors Paris),.

### Occupation des sols
L'occupation des sols de la commune, telle qu'elle ressort de la base de données européenne d’occupation biophysique des sols Corine Land Cover (CLC), est marquée par l'importance des territoires agricoles (65,1 % en 2018), en diminution par rapport à 1990 (69,9 %). La répartition détaillée en 2018 est la suivante : 
terres arables (50,7 %), forêts (26,2 %), zones agricoles hétérogènes (14,5 %), zones urbanisées (7,8 %), eaux continentales (0,9 %). L'évolution de l’occupation des sols de la commune et de ses infrastructures peut être observée sur les différentes représentations cartographiques du territoire : la carte de Cassini (XVIIIe siècle), la carte d'état-major (1820-1866) et les cartes ou photos aériennes de l'IGN pour la période actuelle (1950 à aujourd'hui).

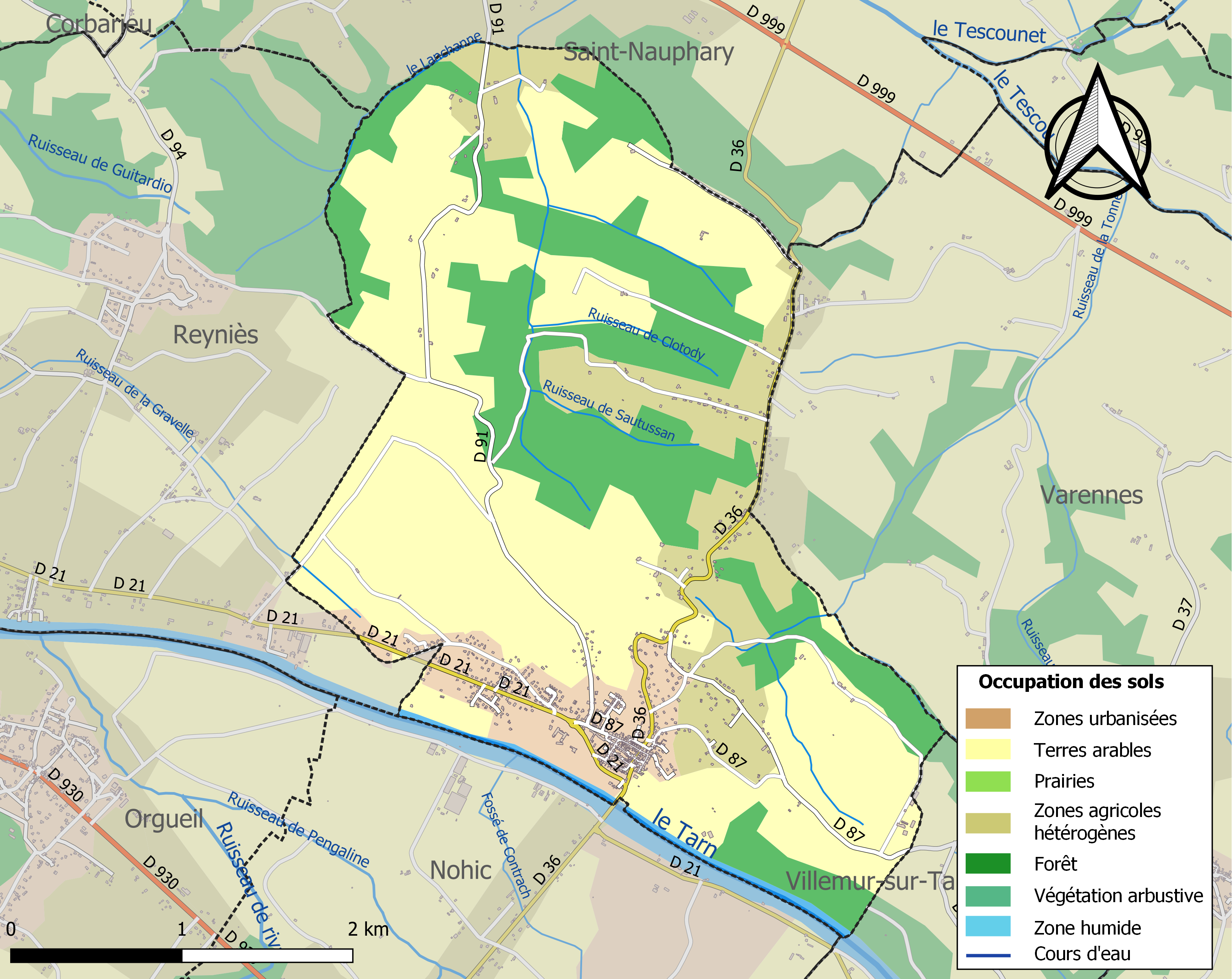
Carte des infrastructures et de l'occupation des sols de la commune en 2018 (CLC).

### Voies de communication et transports

#### Voies routières
La commune est accessible par l'A20  64 (Corbarieu), puis par la RD37.

#### Transports en commun
La commune n'est desservie que par des lignes de transports scolaires, et notamment la ligne 107-16 (Le Born - Lycées de Montauban) ou encore la ligne 10-14 (Varennes - Collège de Labastide-Saint-Pierre).
Cependant, des réseaux de transports desservent des communes voisines à Villebrumier. Le réseau urbain TM Transports Montalbanais dessert notamment la commune voisine de Reyniès, avec la ligne 45 et le TAD Zone 5 qui dessert le village voisin en direction de Montauban.
Des réseaux interurbains desservent également des communes voisines, comme le réseau liO. La ligne 717 (Montauban - Saint-Sulpice-la-Pointe) de ce réseau dessert les communes voisines de Villemur-sur-Tarn et d'Orgueil, alors que la ligne 721 (Montauban - Albi) dessert le village de Saint-Nauphary. Les lignes Hop!301, 351, 352, 355 et 75 du réseau liO Arc-en-Ciel desservent aussi la ville de Villemur-sur-Tarn, en direction de Toulouse ou de Fronton.
Les gares les plus proches de la commune sont celles de Montauban-Villebourbon et de Grisolles.

### Risques majeurs
Le territoire de la commune de Villebrumier est vulnérable à différents aléas naturels : météorologiques (tempête, orage, neige, grand froid, canicule ou sécheresse), inondations, mouvements de terrains et séisme (sismicité très faible). Il est également exposé à un risque technologique,  le transport de matières dangereuses. Un site publié par le BRGM permet d'évaluer simplement et rapidement les risques d'un bien localisé soit par son adresse soit par le numéro de sa parcelle.

#### Risques naturels
Certaines parties du territoire communal sont susceptibles d’être affectées par le risque d’inondation par débordement de cours d'eau, notamment le Tarn. La cartographie des zones inondables en ex-Midi-Pyrénées réalisée dans le cadre du XIe Contrat de plan État-région, visant à informer les citoyens et les décideurs sur le risque d’inondation, est accessible sur le site de la DREAL Occitanie. La commune a été reconnue en état de catastrophe naturelle au titre des dommages causés par les inondations et coulées de boue survenues en 1982, 1993, 1999, 2014, 2017 et 2018,.
Villebrumier est exposée au risque de feu de forêt. Le département de Tarn-et-Garonne présentant toutefois globalement un niveau d’aléa moyen à faible très localisé, aucun Plan départemental de protection des forêts contre les risques d’incendie de forêt (PFCIF) n'a été élaboré. Le débroussaillement aux abords des maisons constitue l’une des meilleures protections pour les particuliers contre le feu,.

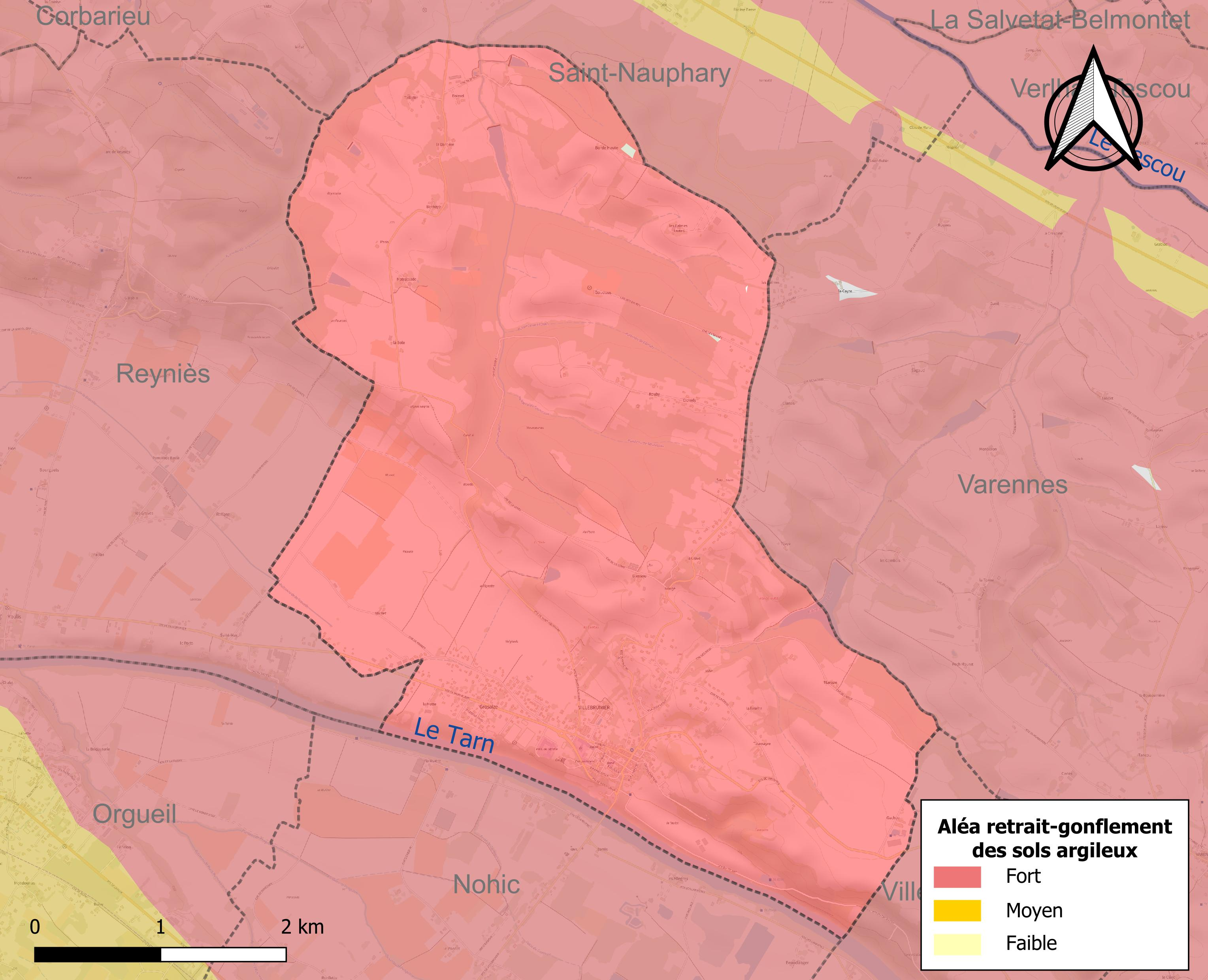
Carte des zones d'aléa retrait-gonflement des sols argileux de Villebrumier.

Les mouvements de terrains susceptibles de se produire sur la commune sont des tassements différentiels.
Le retrait-gonflement des sols argileux est susceptible d'engendrer des dommages importants aux bâtiments en cas d’alternance de périodes de sécheresse et de pluie. La totalité de la commune est en aléa moyen ou fort (92 % au niveau départemental et 48,5 % au niveau national). Sur les 528 bâtiments dénombrés sur la commune en 2019, 528 sont en aléa moyen ou fort, soit 100 %, à comparer aux 96 % au niveau départemental et 54 % au niveau national. Une cartographie de l'exposition du territoire national au retrait gonflement des sols argileux est disponible sur le site du BRGM,.
Par ailleurs, afin de mieux appréhender le risque d’affaissement de terrain, l'inventaire national des cavités souterraines permet de localiser celles situées sur la commune.
Concernant les mouvements de terrains, la commune a été reconnue en état de catastrophe naturelle au titre des dommages causés par la sécheresse en 1989, 1995, 2000, 2003, 2008, 2011, 2012, 2016 et 2017 et par des mouvements de terrain en 1999.

#### Risques technologiques
Le risque de transport de matières dangereuses sur la commune est lié à sa traversée par des infrastructures routières ou ferroviaires importantes ou la présence d'une canalisation de transport d'hydrocarbures. Un accident se produisant sur de telles infrastructures est susceptible d’avoir des effets graves sur les biens, les personnes ou l'environnement, selon la nature du matériau transporté. Des dispositions d’urbanisme peuvent être préconisées en conséquence.

## Toponymie
L'origine du nom est discutée. Il semble que Berthmar, un chef d’origine nordique, ait donné son nom à l'endroit sous la forme « Villebetmer », latinisée en Villebremarius.

## Histoire
Villebrumier passe sous la tutelle royale en 1271, au moment où le roi Philippe le Hardi devient le suzerain du Languedoc.
La communauté de Villebrumier est sous la dépendance d’un seigneur protestant, de 1571 à 1685. Bien que la communauté protestante y soit peu nombreuse et qu’il n’y ait pas de consistoire, Villebrumier partage l’histoire tourmentée de la place forte protestante de Villemur. Lorsque les guerres de religion reprennent dans les années 1620, comme tous les villages entre Villemur et Montauban, Villebrumier se trouve directement mêlée à ces événements. En tant que centre protestant, Villebrumier fut ruiné par les troupes royales en 1622 ; il fut anéanti par le duc de Vendôme.
La vie économique a été marquée par les destructions de 1622 et par la crise de la fin du siècle. L’agriculture est la principale source de revenus des villebrumiérains. Le seigneur et les notables possèdent des terres et les notaires mentionnent les contrats de métairie qu’ils concluent avec leurs métayers. Ces contrats prévoient le partage des récoltes à mi-fruit.
Cette crise de la fin du siècle contribua sans doute à réduire l’activité commerciale qui s’était développée à Villebrumier, après avoir été totalement désorganisée par la destruction de 1622. En avril 1660, une lettre patente du roi Louis XIV rétablit les foires et marchés. Ce commerce est évidemment facilité, en ce temps-là, grâce au trafic du Tarn.

### Héraldique
| Villebrumier | Son blasonnement est : De gueules à la croix d'argent. |

## Politique et administration

La mairie

### Administration municipale
Le nombre d'habitants au recensement de 2011 étant compris entre 500 et 1 499 habitants, le nombre de membres du conseil municipal pour l'élection de 2014 est de quinze,.

### Rattachements administratifs et électoraux
La commune fait partie de la deuxième circonscription de Tarn-et-Garonne de la communauté de communes Grand Sud Tarn-et-Garonne et du canton de Tarn-Tescou-Quercy vert (avant le redécoupage départemental de 2014, Villebrumier était le chef lieu de l'ex-canton de Villebrumier) et avant le 1er janvier 2017 elle faisait partie de la communauté de communes du Terroir Grisolles Villebrumier.
La commune fait partie de l'Arrondissement de Montauban.

### Liste des maires
| Période                                  | Période                        | Identité                            | Étiquette | Qualité |
| ---------------------------------------- | ------------------------------ | ----------------------------------- | --------- | --- |
| 1790                                     | 1793                           | François Gerla                      |           | |
| 1793                                     | 1802                           | Tournier                            |           | |
| 1802                                     | 1808                           | Pierre Robert                       |           | |
| 1808                                     | 1823                           | Joseph Guillemot Barres             |           | |
| 1823                                     | 1830                           | Pierre Teysseyre                    |           | |
| 1830                                     | 1834                           | Ulysse Guiraud                      |           | |
| 1834                                     | 1835                           | Pierre Teysseyre                    |           | |
| 1835                                     | 1841                           | Ulysse Guiraud                      |           | |
| 1841                                     | 1847                           | Auguste Benaïs                      |           | |
| 1847                                     | 1854                           | Jean Pierre Benaïs                  |           | |
| 1854                                     | 1865                           | Martial Guiraud                     |           | |
| 1865                                     | 1878                           | Léon Benaïs                         |           | |
| 1878                                     | 1881                           | Antoine Dejean                      |           | |
| 1881                                     | 1883                           | Joseph François Dejean              |           | |
| 1883                                     | 1884                           | Jules de Marigny                    |           | |
| 1884                                     | 1900                           | Pierre Coulom                       |           | |
| 1900                                     | 1904                           | Louis Lages                         |           | |
| 1904                                     | 1924                           | Irénée Coulom                       |           | |
| 1924                                     | 1929                           | Théodore Malavelle                  |           | |
| 1929                                     | 1932                           | Irénée Coulom                       |           | |
| 1932                                     | 1936                           | Aimée Coulom                        |           | |
| 1936                                     | 1942                           | Ulysse Raymond David (1893-1980)    | SFIO      | |
| 1942                                     | 1944                           | Michel Monnerot-Dumaine (1878-1953) |           | Administrateur et Directeur adjoint de la Compagnie Agricole de la Crau Nommé Président de la délégation spéciale par le Gouvernement de Vichy |
| 1944                                     | 1971                           | Ulysse Raymond David                | SFIO      | Conseiller général du canton de Villebrumier (1945-1958 et 1964-1970)                                                                          |
| 1971                                     | 1989                           | Aimé Vigouroux                      | PCF       | Conseiller général du canton de Villebrumier (1976-1988)                                                                                       |
| mars 1989                                | décembre 2021 (décès)          | Étienne Astoul                      | PS        | Conseiller général du canton de Villebrumier (1988-2015)                                                                                       |
| décembre 2021                            | En cours (au 13 décembre 2021) | Pierre Blanc                        |           | Assure l'intérim en tant que premier adjoint de Étienne Astoul                                                                                 |
| Les données manquantes sont à compléter. |                                |                                     |           | |

## Population et société

### Démographie
L'évolution du nombre d'habitants est connue à travers les recensements de la population effectués dans la commune depuis 1793. Pour les communes de moins de 10 000 habitants, une enquête de recensement portant sur toute la population est réalisée tous les cinq ans, les populations de référence des années intermédiaires étant quant à elles estimées par interpolation ou extrapolation. Pour la commune, le premier recensement exhaustif entrant dans le cadre du nouveau dispositif a été réalisé en 2005.

En 2022, la commune comptait 1 349 habitants, en évolution de −1,96 % par rapport à 2016 (Tarn-et-Garonne : +3,12 %, France hors Mayotte : +2,11 %).
| 1793 | 1800 | 1806 | 1821 | 1831 | 1836 | 1841 | 1846 | 1851 |
| ---- | ---- | ---- | ---- | ---- | ---- | ---- | ---- | ---- |
| 850  | 876  | 806  | 791  | 804  | 814  | 789  | 795  | 805  |

| 1856 | 1861 | 1866 | 1872 | 1876 | 1881 | 1886 | 1891 | 1896 |
| ---- | ---- | ---- | ---- | ---- | ---- | ---- | ---- | ---- |
| 779  | 764  | 759  | 697  | 644  | 622  | 640  | 596  | 618  |

| 1901 | 1906 | 1911 | 1921 | 1926 | 1931 | 1936 | 1946 | 1954 |
| ---- | ---- | ---- | ---- | ---- | ---- | ---- | ---- | ---- |
| 602  | 618  | 572  | 481  | 434  | 516  | 481  | 460  | 484  |

| 1962 | 1968 | 1975 | 1982 | 1990 | 1999 | 2005  | 2006  | 2010  |
| ---- | ---- | ---- | ---- | ---- | ---- | ----- | ----- | ----- |
| 556  | 534  | 548  | 675  | 729  | 915  | 1 168 | 1 185 | 1 240 |

| 2015  | 2020  | 2022  | - | - | - | - | - | - |
| ----- | ----- | ----- | - | - | - | - | - | - |
| 1 365 | 1 359 | 1 349 | - | - | - | - | - | - |

| selon la population municipale des années : | 1968 | 1975 | 1982 | 1990 | 1999 | 2006 | 2009 | 2013 |
| Rang de la commune dans le département      | 56   | 91   | 65   | 58   | 43   | 38   | 39   | 41   |
| Nombre de communes du département           | 195  | 195  | 195  | 195  | 195  | 195  | 195  | 195  |

### Enseignement
Villebrumier fait partie de l'académie de Toulouse.
L'éducation est assurée par un groupe scolaire maternelle et primaire.

### Culture et festivités
École de musique, médiathèque, danse, théâtre, salle des fêtes,

### Sports
Football, tennis, pétanque, chasse, sentiers de randonnée,

### Écologie et recyclage
La collecte et le traitement des déchets des ménages et des déchets assimilés ainsi que la protection et la mise en valeur de l'environnement se font dans le cadre de la communauté de communes Grand Sud Tarn-et-Garonne

## Économie

### Revenus
En 2018, la commune compte 521 ménages fiscaux, regroupant 1 278 personnes. La médiane du revenu disponible par unité de consommation est de 20 990 € (20 140 € dans le département).

### Emploi
|                | 2008  | 2013   | 2018   |
| -------------- | ----- | ------ | ------ |
| Commune        | 7,6 % | 9,5 %  | 8,8 %  |
| Département    | 8,4 % | 10,2 % | 10,3 % |
| France entière | 8,3 % | 10 %   | 10 %   |

En 2018, la population âgée de 15 à 64 ans s'élève à 830 personnes, parmi lesquelles on compte 78,6 % d'actifs (69,8 % ayant un emploi et 8,8 % de chômeurs) et 21,4 % d'inactifs,. Depuis 2008, le taux de chômage communal (au sens du recensement) des 15-64 ans est inférieur à celui de la France et du département.
La commune fait partie de la couronne de l'aire d'attraction de Toulouse, du fait qu'au moins 15 % des actifs travaillent dans le pôle,. Elle compte 204 emplois en 2018, contre 232 en 2013 et 233 en 2008. Le nombre d'actifs ayant un emploi résidant dans la commune est de 587, soit un indicateur de concentration d'emploi de 34,8 % et un taux d'activité parmi les 15 ans ou plus de 58,3 %.
Sur ces 587 actifs de 15 ans ou plus ayant un emploi, 81 travaillent dans la commune, soit 14 % des habitants. Pour se rendre au travail, 91,7 % des habitants utilisent un véhicule personnel ou de fonction à quatre roues, 0,5 % les transports en commun, 4,3 % s'y rendent en deux-roues, à vélo ou à pied et 3,5 % n'ont pas besoin de transport (travail au domicile).

### Activités hors agriculture

#### Secteurs d'activités
89 établissements sont implantés  à Villebrumier au 31 décembre 2019. Le tableau ci-dessous en détaille le nombre par secteur d'activité et compare les ratios avec ceux du département,.
| Secteur d'activité                                                                                        | Commune | Commune | Département |
| Secteur d'activité                                                                                        | Nombre  | %       | %           |
| --- | ------- | ------- | ----------- |
| Ensemble                                                                                                  | 89      |         |             |
| Industrie manufacturière, industries extractives et autres                                                | 9       | 10,1 %  | (9,6 %)     |
| Construction                                                                                              | 21      | 23,6 %  | (14,9 %)    |
| Commerce de gros et de détail, transports, hébergement et restauration                                    | 25      | 28,1 %  | (29,7 %)    |
| Activités financières et d'assurance                                                                      | 1       | 1,1 %   | (3,4 %)     |
| Activités immobilières                                                                                    | 1       | 1,1 %   | (3,3 %)     |
| Activités spécialisées, scientifiques et techniques et activités de services administratifs et de soutien | 12      | 13,5 %  | (14,1 %)    |
| Administration publique, enseignement, santé humaine et action sociale                                    | 10      | 11,2 %  | (13,6 %)    |
| Autres activités de services                                                                              | 10      | 11,2 %  | (9,3 %)     |

Le secteur du commerce de gros et de détail, des transports, de l'hébergement et de la restauration est prépondérant sur la commune puisqu'il représente 28,1 % du nombre total d'établissements de la commune (25 sur les 89 entreprises implantées  à Villebrumier), contre 29,7 % au niveau départemental.

#### Entreprises et commerces
Les trois entreprises ayant leur siège social sur le territoire communal qui génèrent le plus de chiffre d'affaires en 2020 sont : 
- EURL Segato, travaux de maçonnerie générale et gros œuvre de bâtiment (337 k€)
- Da Cruz Sebastien, travaux de peinture et vitrerie (85 k€)
- LM Mes Pizzas, restauration de type rapide (45 k€)

### Agriculture
La commune est dans le Lauragais, une petite région agricole située dans le sud-est du département de Tarn-et-Garonne. En 2020, l'orientation technico-économique de l'agriculture  sur la commune est la polyculture et/ou le polyélevage. 
|               | 1988 | 2000 | 2010 | 2020 |
| ------------- | ---- | ---- | ---- | ---- |
| Exploitations | 32   | 16   | 11   | 13   |
| SAU (ha)      | 557  | 607  | 651  | 695  |

Le nombre d'exploitations agricoles en activité et ayant leur siège dans la commune est passé de 32 lors du recensement agricole de 1988  à 16 en 2000 puis à 11 en 2010 et enfin à 13 en 2020, soit une baisse de 59 % en 32 ans. Le même mouvement est observé à l'échelle du département qui a perdu pendant cette période 57 % de ses exploitations,. La surface agricole utilisée sur la commune a quant à elle augmenté, passant de 557 ha en 1988 à 695 ha en 2020. Parallèlement la surface agricole utilisée moyenne par exploitation a augmenté, passant de 17 à 53 ha.

## Culture locale et patrimoine

### Lieux et monuments
- Monument aux Morts
- Église paroissiale Saint-Théodard qui renferme le reliquaire du saint. Une statue de saint Théodard devant la façade. A l'intérieur le christ en croix est l'œuvre de Jean-Marie-Joseph Ingres.

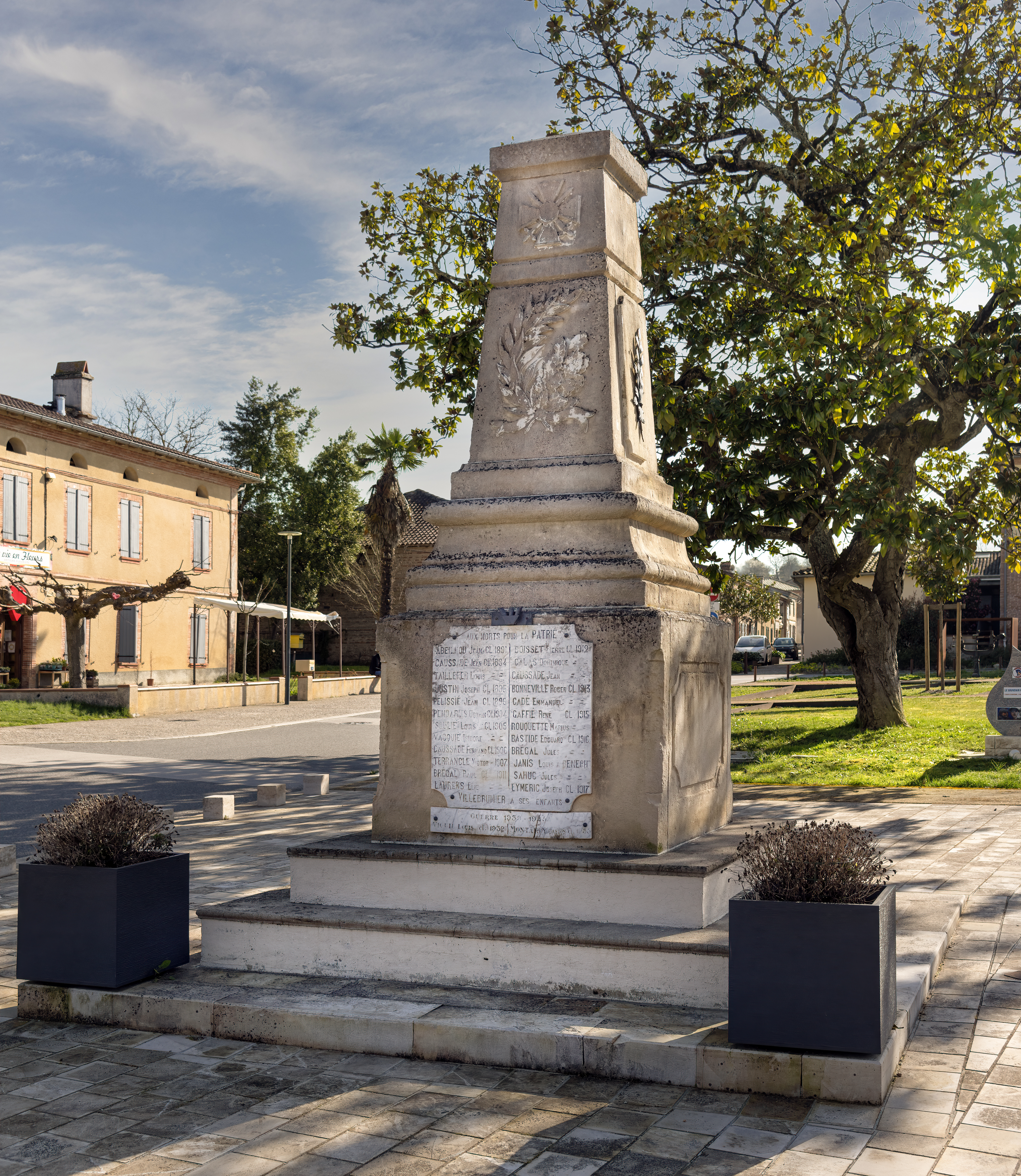
Monument aux Morts
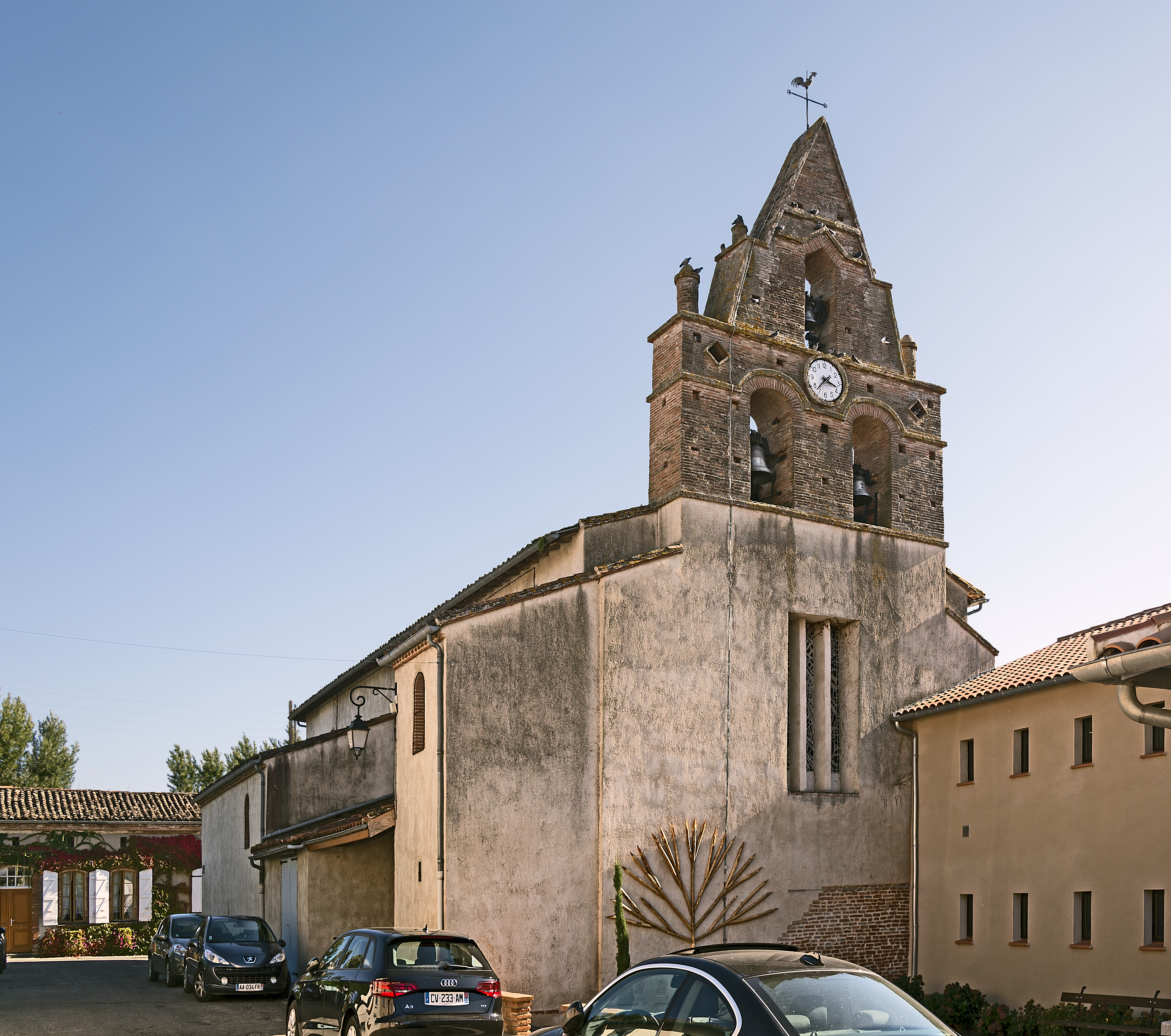
Église Saint-Théodard, la façade et le clocher-mur.
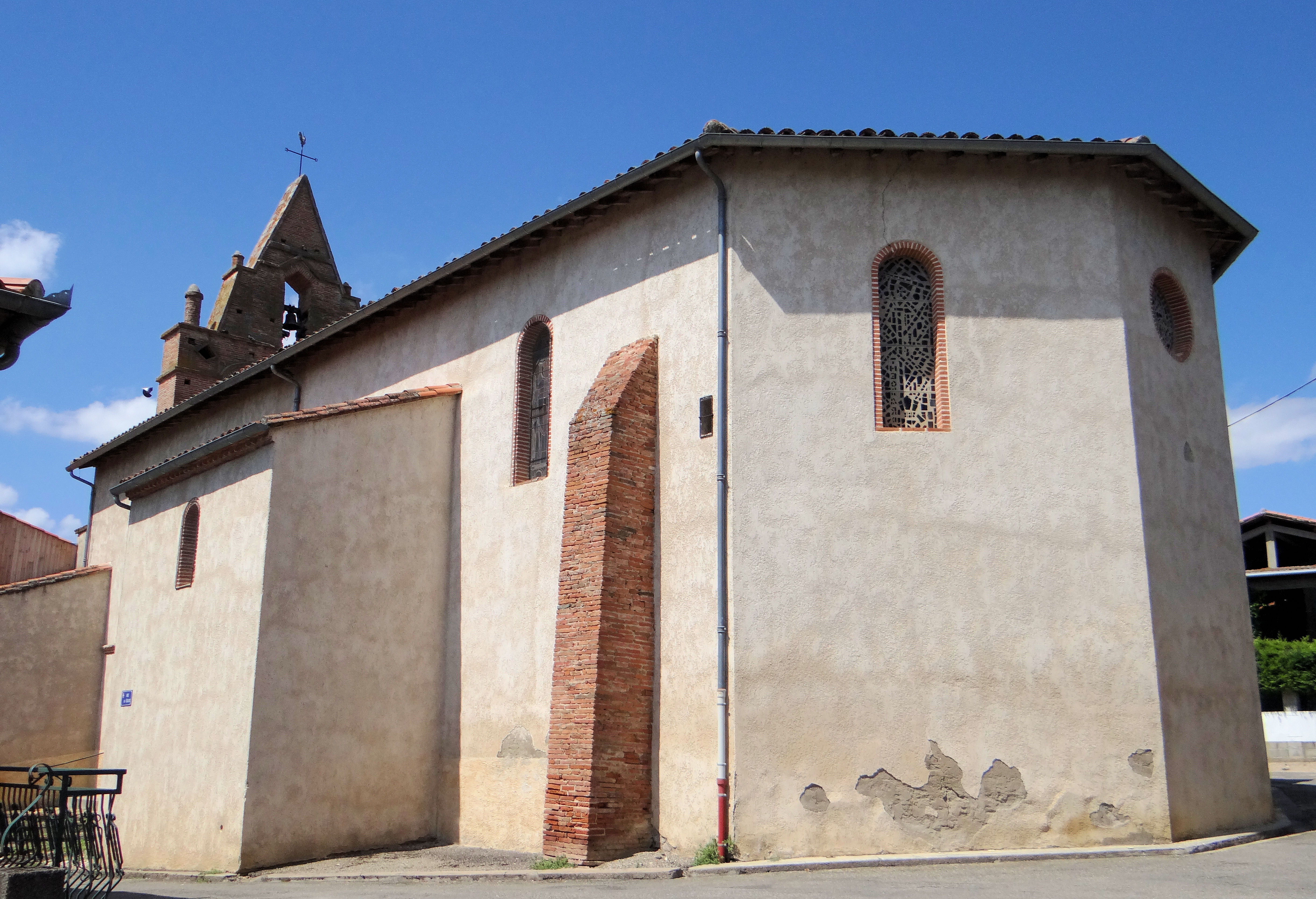
L'abside.
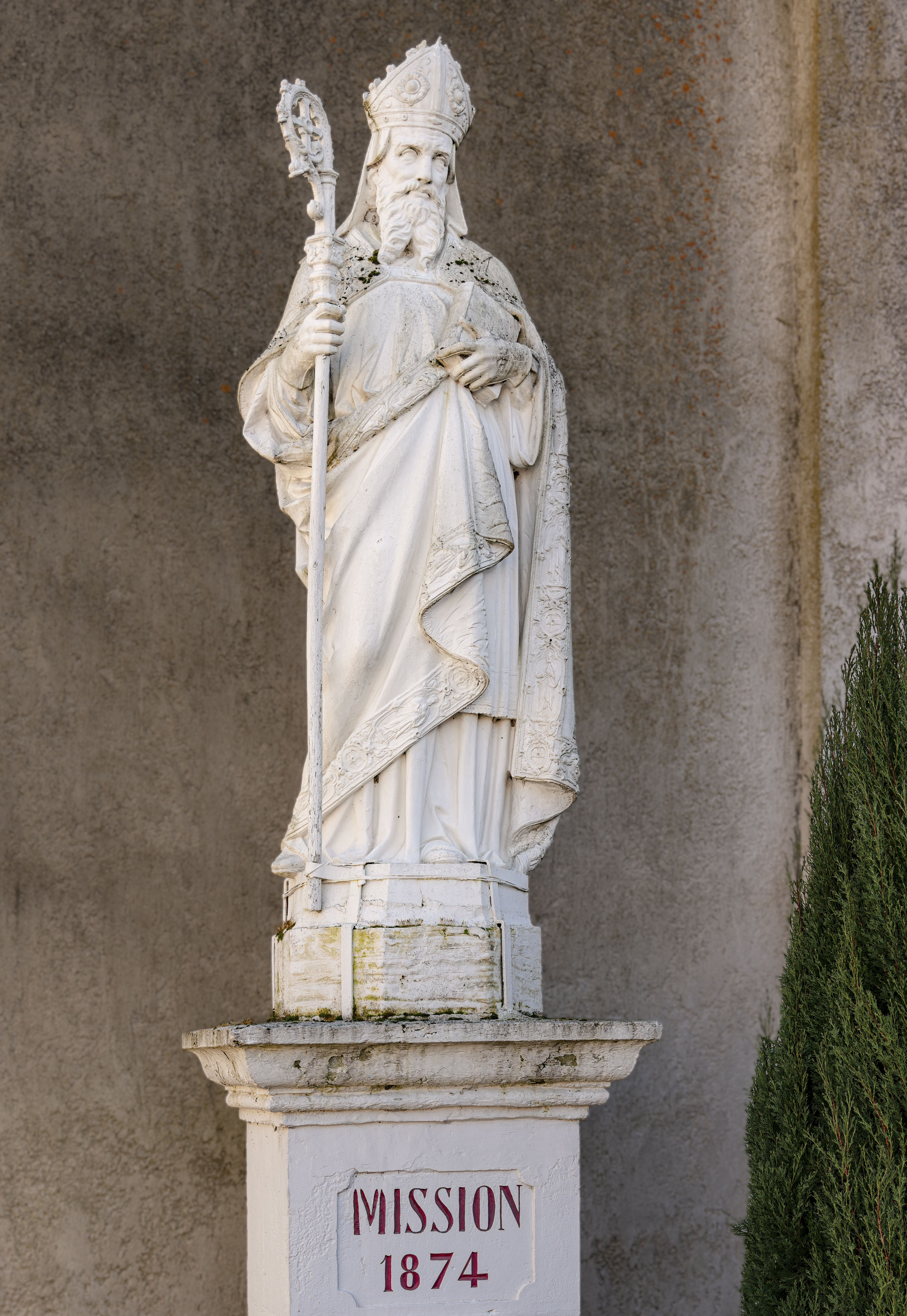
Statue de Saint Théodard.

- Lavoir Napoléon III.

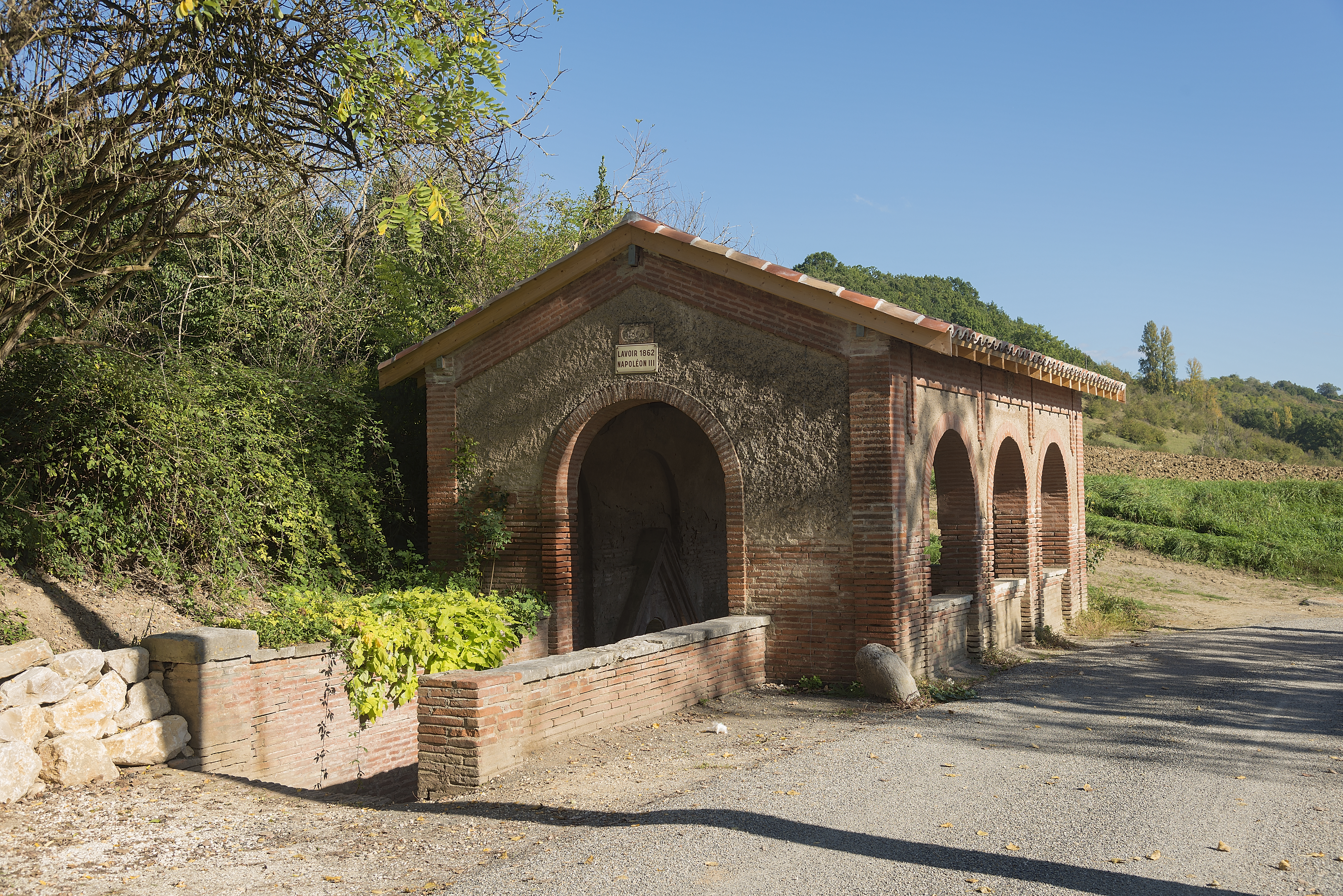
Extérieur du lavoir.
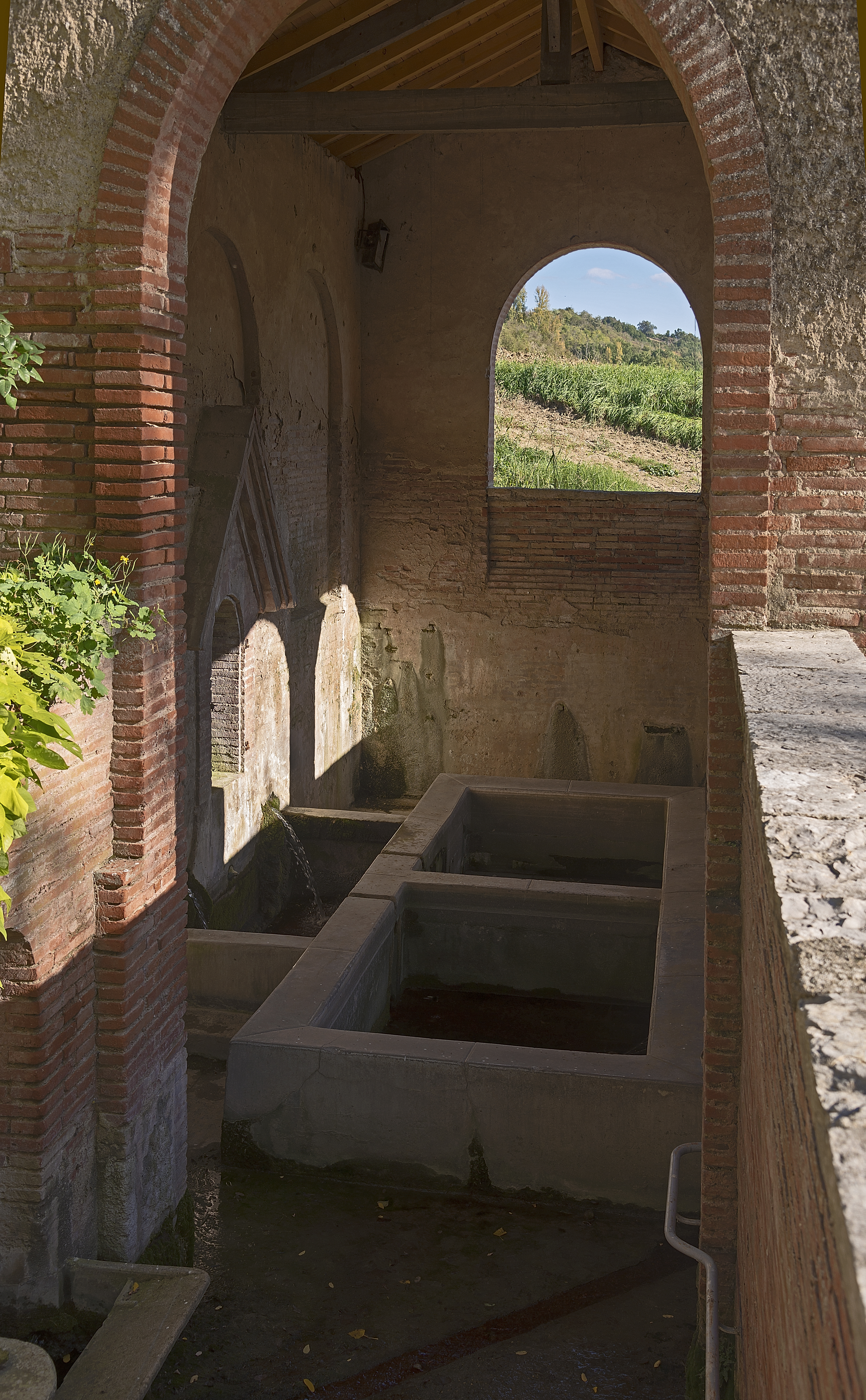
L'intérieur.

- Château de Villebrumier, château du XIXe siècle aménagé par les ateliers de Gaston Virebent.
- Pont suspendu sur le Tarn.
- Chartreuse, rue de l'Hôpital.

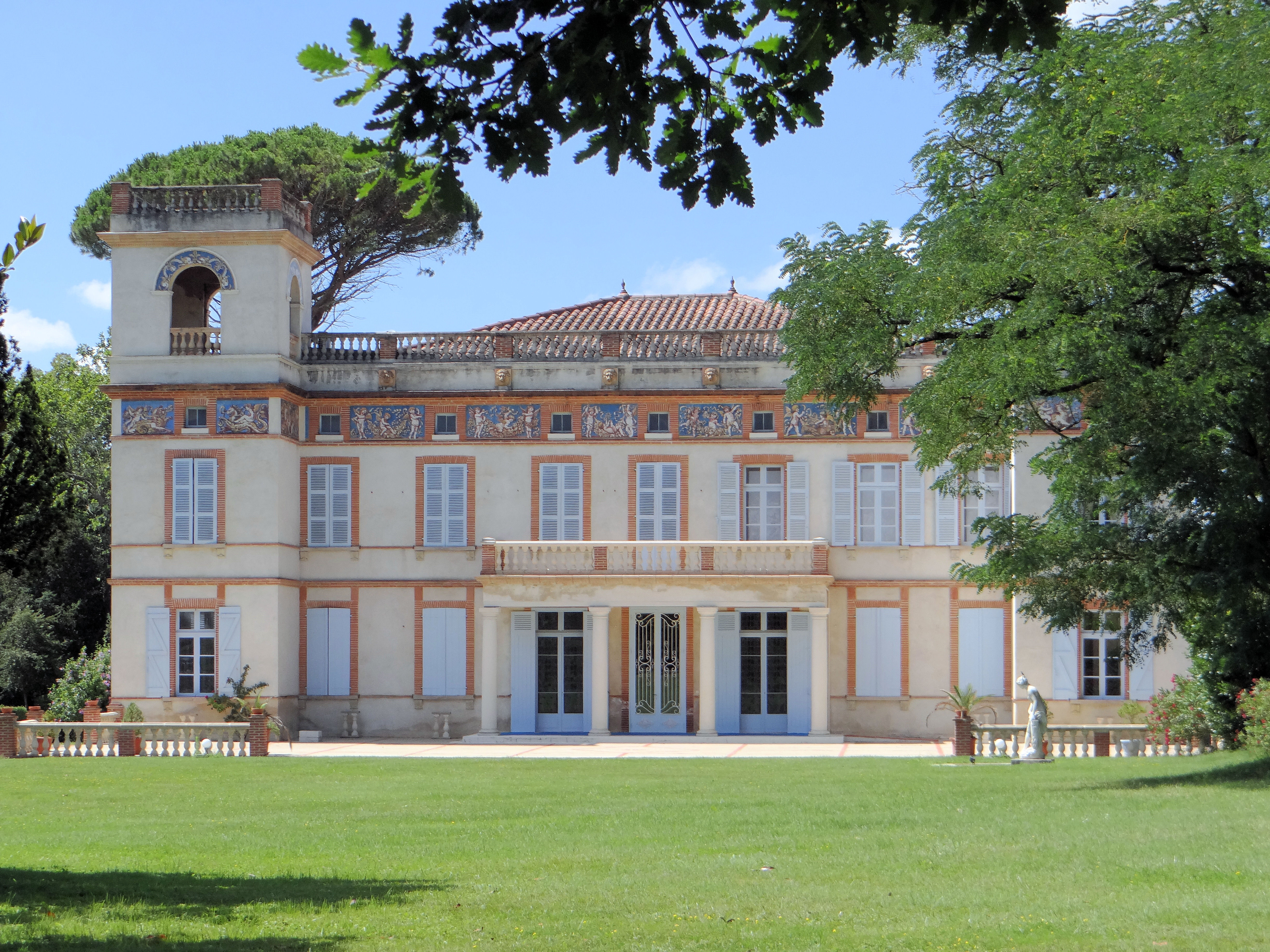
Château de Villebrumier.
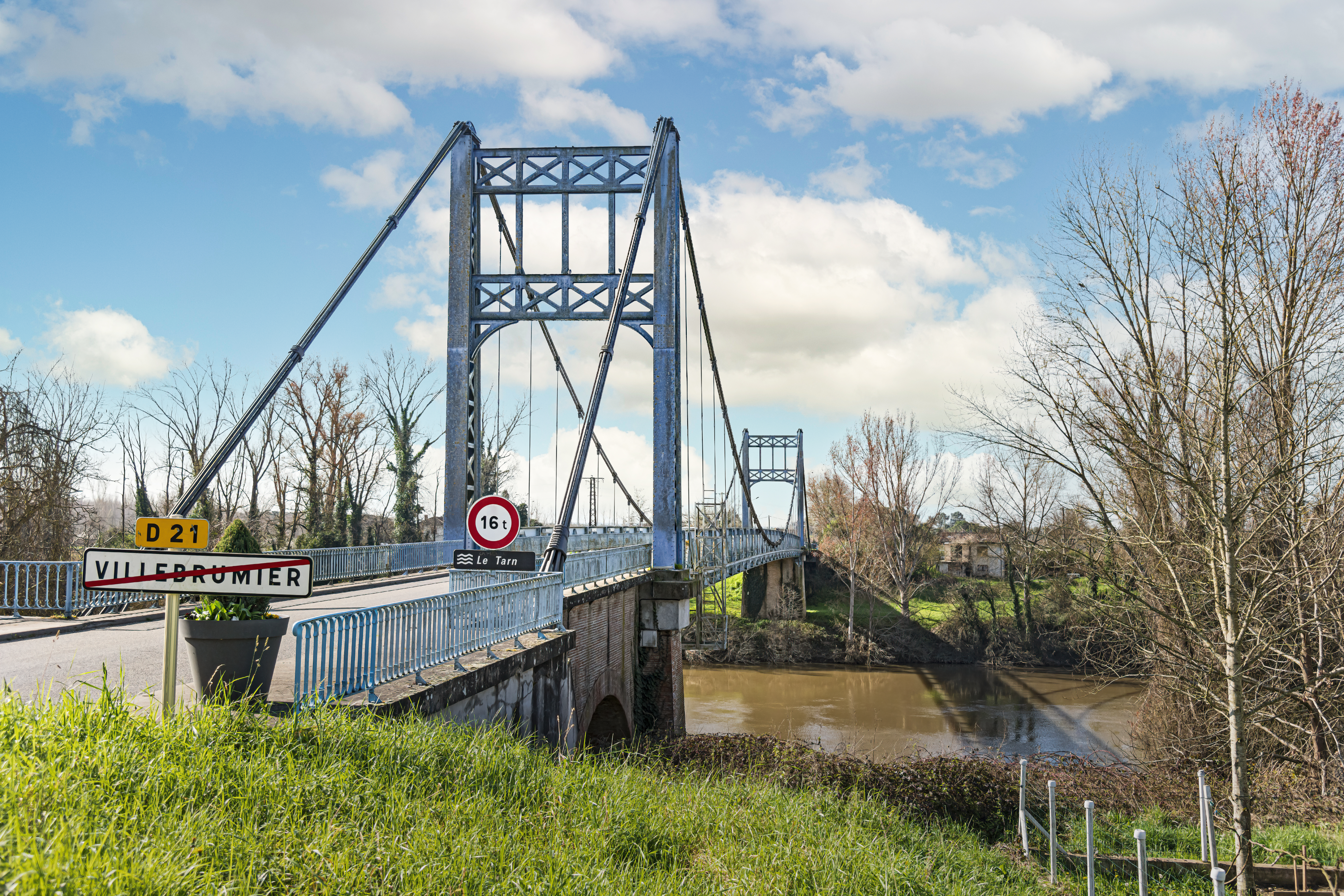
Pont suspendu.
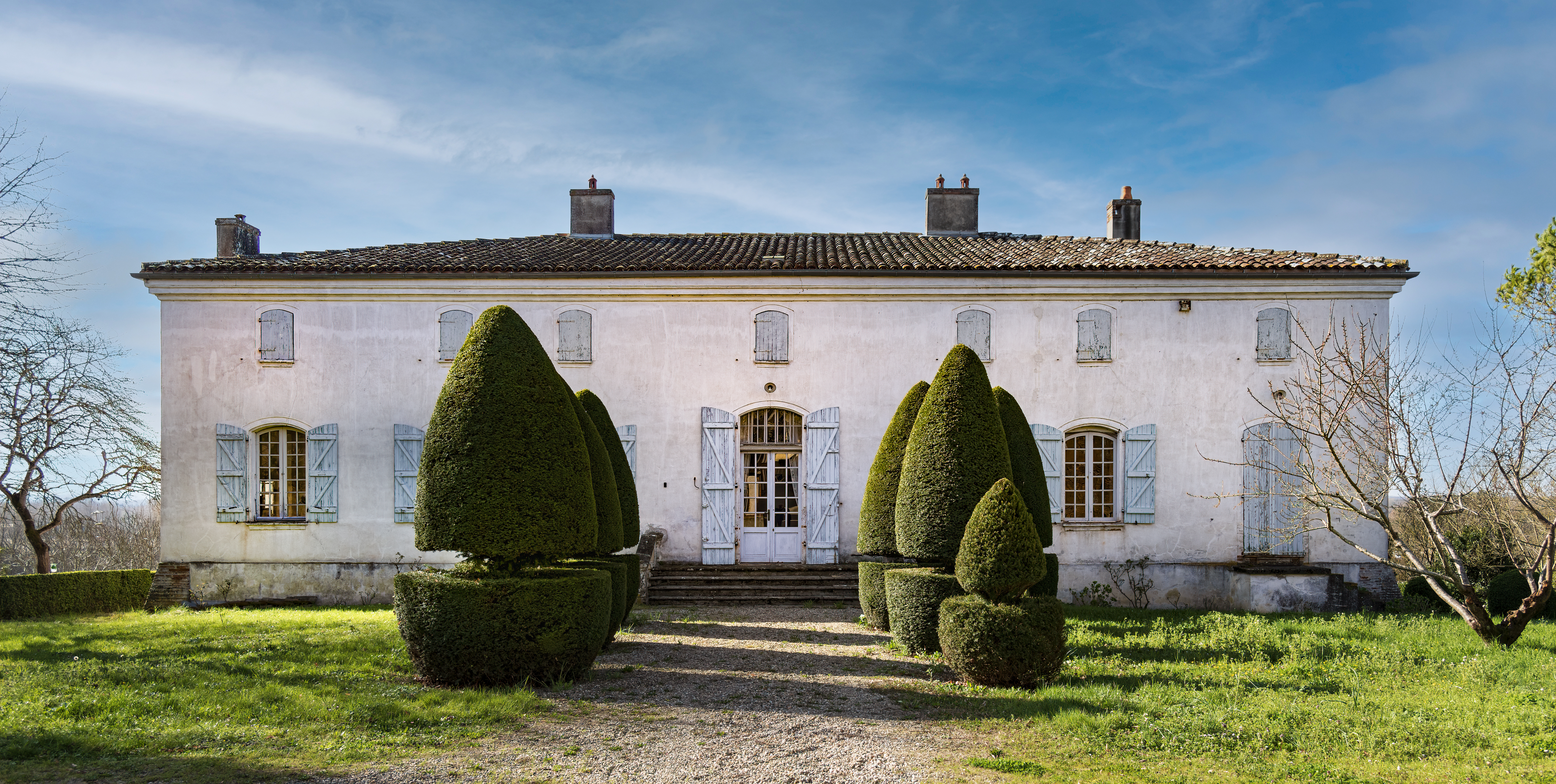
Chartreuse, rue de l'Hôpital.

### Personnalités liées à la commune
- Saint Théodard, patron de la commune.
- Pierre Gerla (1763-1834), notaire, juriste, député.
- Marie Sabouret (1924-1960), sociétaire de la Comédie Française, inhumée à Villebrumier.
- Antonin Ver
- Antoine Debia

## Pour approfondir